# Oblężenie Smoleńska (1632–1634)

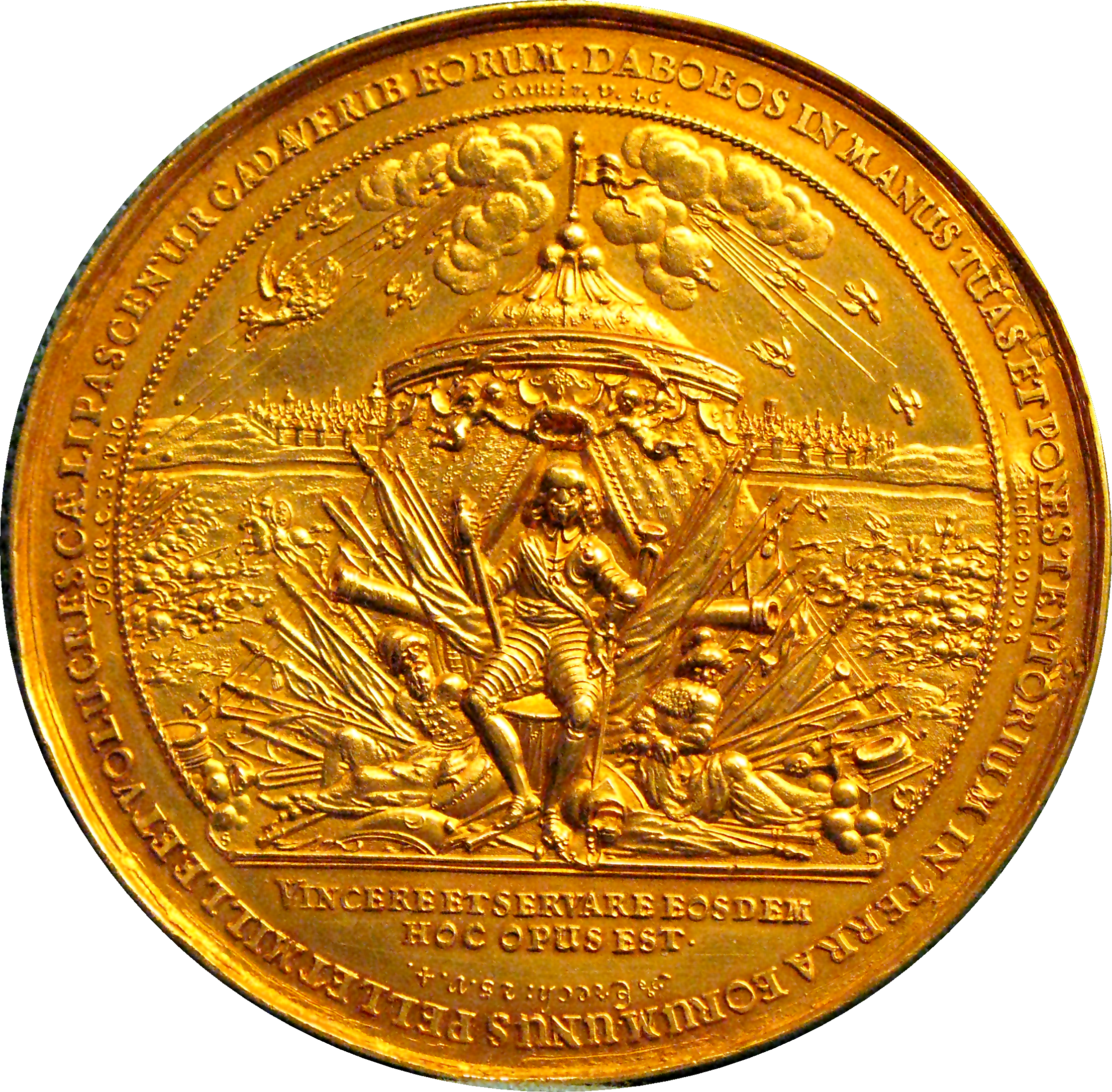
Medal upamiętniający zwycięstwo Władysława IV pod Smoleńskiem w 1634 roku

Oblężenie Smoleńska trwało od 18 października 1632 do 4 października 1633 i było głównym etapem działań zbrojnych podczas wojny polsko-rosyjskiej 1632–1634. Wojna wybuchła wkrótce po śmierci Zygmunta III Wazy. Po 2 latach blokady miasta oblegającą Smoleńsk armię rosyjską otoczyły i pokonały w bitwie (odsiecz smoleńska) siły polsko-litewsko-kozackie, zmuszając Rosjan do kapitulacji. Konsekwencją było podpisanie pokoju w Polanowie.

## Marsz głównej armii rosyjskiej i blokada Smoleńska
Mimo tego, że Sobór Ziemski zdecydował się na wojnę z Polską już 20 czerwca 1632 roku, armia rosyjska wyruszyła z Moskwy dopiero 9 sierpnia, a granicę polską pierwsze rosyjskie oddziały naruszyły 30 września. Łącznie na Rzeczpospolitą uderzyły siły liczące około 60 000 żołnierzy, z czego główna armia dowodzona przez Michaiła Szeina (który kierował obroną Smoleńska w latach 1609–1611) liczyła 25 000 żołnierzy i 158 dział. Celem Szeina było wtargnięcie do ziemi smoleńskiej i zdobycie Smoleńska, głównego miasta tego regionu.
Armia Szeina z powodu błotnistego terenu maszerowała wolno – 20 września opuściła Możajsk i dopiero 6 października dotarła do Wiaźmy. Tam Szein wydzielił silną straż przednią, która pod wodzą Fiodora Suchatina i Aleksandra Lesleya zdobyła 28 października Dorohobuż (oblężenie Dorohobuża), otwierając głównej armii drogę na Smoleńsk. Ponieważ samo miasto padło wcześniej i potem bronił się tylko zamek, część straży przedniej ruszyła na Smoleńsk, gdzie dotarła 18 października. Całość powolnie maszerujących sił Szeina dotarła pod Dorohobuż dopiero 30 października. Szein urządził w Dorohobużu główny punkt zaopatrzeniowy swej armii. Początkowo Smoleńsk blokowały lotne oddziały lekkiej kawalerii rosyjskiej, a stacjonujący w Dorohobużu Szein zaczął wysyłać pod Smoleńsk większe oddziały dopiero w listopadzie.
Przed przybyciem głównych sił wojska rosyjskie blokowały twierdzę smoleńską lotnymi oddziałami kawalerii. Oddział Nikołaja Nierybina wzniósł umocnienia zwane ostrożkami w Długich Mostach, Bogdan Oziereński zbudował analogiczne umocnienia w Świerkowych Łukach, a mający 500 Kozaków ataman Bałasz zbudował ostróżki w Krasnem. Dowódcy ci zwalczali oddziały wojewody Gosiewskiego wysłane po prowiant lub na rozpoznanie. Blokada ta okazała się zbyt słaba dla hetmana Radziwiłła, który wprowadził w listopadzie do twierdzy w Smoleńsku roty piechoty Rama, Falka i Heykina oraz chorągwie jazdy Zaruckiego, Madalińskiego i Adamowicza – łącznie 600 żołnierzy.
Stojący wciąż w Dorohobużu Szein 26 listopada wydał rozkaz, by cała armia przygotowała się do wymarszu. Całość głównych sił opuściła Dorohobuż do 15 grudnia, a ponieważ ziemia była już zamarznięta, marsz był szybszy i armia Szeina rozłożyła się pod Smoleńskiem w dniach 16–20 grudnia. W tym momencie dopiero rozpoczęło się regularne oblężenie Smoleńska. Mrozy ułatwiły transport artylerii, za to niezmiernie utrudniona została budowa szańców, co znacznie opóźniło działania oblężnicze armii rosyjskiej. Zanim główne siły Rosjan przybyły pod twierdzę, załoga Smoleńska spaliła przedmieścia.
Aleksandra Gosiewskiego nie było w twierdzy w chwili nadejścia głównych sił rosyjskich. Wojewoda na początku grudnia wezwany został listownie przez Władysława IV, zostawiając dowództwo trzem osobom. Byli to: podwojewodzi smoleński porucznik Samuel Drucki Sokoliński, porucznik chorągwi husarskiej Jakub Wojewódzki oraz horodniczy Malcher Godziewski. Wojewoda Gosiewski przybył 17 grudnia do Orszy, gdzie spodziewał się posiłków dla oblężonego Smoleńska w sile 400 żołnierzy. Czekały tam na niego tylko dwie chorągwie – husarska Hrehorego Mirskiego i kozacka Krzysztofa Kleczkowskiego. Do czasu koncentracji reszty sił Gosiewski pozostawał poza twierdzą i obrońcy byli zdani sami na siebie.
Szein początkowo otoczył twierdzę dwoma warownymi obozami – wschodnim i zachodnim. Szein utworzył także szereg redut po obu stronach Dniepru. Po zaprowadzeniu ścisłej blokady miasta armia oblężnicza czekała do wiosny na nadejście ciężkiej artylerii, która pozwoliłaby rozpocząć skuteczne oblężenie. Pod Smoleńsk Rosja wysłała jednostki cudzoziemskie oraz rosyjskie pułki piechoty przeszkolone na sposób zachodnioeuropejski. Reszta wojsk rosyjskich miała wtargnąć w głąb Rzeczypospolitej, by uniemożliwić dotarcie odsieczy.

## Twierdza smoleńska
Twierdza smoleńska z carskiego rozkazu została przebudowana w latach 1598–1609 – wcześniejsze wały drewniano-ziemne zastąpiono murem długości 6500 metrów, wysokości 10–15 metrów i grubości 5–6 metrów. Od wewnątrz, czyli od strony miasta, mury zostały wsparte konstrukcjami w formie arkad – w co drugiej arkadzie umieszczony został otwór strzelniczy, na przemian w dolnej i górnej części muru. W ten sposób powstały dwa rzędy otworów o średnicy 18–20 centymetrów. Mury zwieńczone zostały blankami wysokości 250 centymetrów, przy czym co druga miała otwór strzelniczy. Przed ewentualnymi pracami minerskimi chronić miał dwumetrowy kamienny cokół oraz głębokie na 4 metry i grube na 6,5 metra fundamenty. Na murach co 150-300 metrów umieszczone zostały baszty umożliwiające prowadzenie bocznego ognia przeciwko szturmującym twierdzę wojskom. Miały one 21 metrów wysokości (tylko baszta nad Dnieprem miała 33 metry). Górna część baszt była w formie tzw. machikułów, czyli była wysunięta ponad dolną część, dzięki czemu możliwy był ostrzał podnóża baszty (przez odpowiednio umieszczone otwory).
Obliczono, że Smoleńsk dla skutecznej obrony winien mieć garnizon liczący minimum 2000 żołnierzy. Załoga Smoleńska liczyła 2212 ludzi (w tym 1447 zaciężnych żołnierzy, 279 Kozaków służebnych i 483 szlachty z pospolitego ruszenia) oraz posiadała potężną artylerię w postaci 170 dział. Fortyfikacje twierdzy smoleńskiej zostały niedawno naprawione i unowocześnione przez wojewodę smoleńskiego Aleksandra Gosiewskiego. Do dawnych umocnień dobudowano potężną pięciobastionową fortyfikację nazwaną „fortalicją zygmuntowską”, a od południowej strony, która była najbardziej dostępna dla nieprzyjaciela, usypano wysoki wał wzmocniony palisadą. Twierdza była bardzo dobrze zaopatrzona w żywność, jednak poważnym problemem była niedostateczna ilość prochu i amunicji. Na szczęście dla obrońców Szein postanowił nie szturmować twierdzy przed końcem zimy, czekając na przybycie artylerii oblężniczej.

## Obóz Szeina
Główny obóz Szeina założony został 5 kilometrów na wschód od Smoleńska, w kolanie Dniepru, gdzie dzięki zbudowaniu dwóch mostów na tratwach miał zapewniony kontakt z Moskwą i Dorohobużem. Jeden z mostów zabezpieczono drewniano-ziemnymi szańcami, a drugi redutą osłaniającą przedmoście oraz obsadzoną przez Kozaków Dońskich redutą na Górze Dziewiczej.
Zachodni skraj rosyjskiego obozu oparty został o głęboki jar, w którym płynęła rzeczka wpadająca do Dniepru. W ten sposób obóz mógł być zaatakowany tylko wąskim pasem od strony południowo-wschodniej. Obóz otoczony został drewniano-ziemnym wałem z rowem oraz miał niewielką ilość bastionów, w których umieszczono bramy. Obwód obozu miał blisko 3500 metrów. W obozie stanęła główna kwatera Szeina, mieszkalne baraki dla bojarów, różne warsztaty, magazyny oraz piekarnie.
Wojska rosyjskie zbudowały także umocnienia naprzeciwko murów obleganej twierdzy. Od wschodniej strony, zaraz za potokiem i dwoma stawami miejskimi, zbudowana została reduta z 5 działami, którą dowodził pułkownik Karol Jacobi. Dwa działa mogły ostrzeliwać mury, mając także pod kontrolą pobliski most. Pozostałe 3 działa, umieszczone koło starej cerkwi nad stawami, wymierzone były w mury twierdzy. Przed ogniem załogi twierdzy żołnierzy Jacobiego chronić miała linia okopów, która ciągnęła się od stawów i strumienia aż do Dniepru. Pobliska grobla ułatwiała organizowanie akcji przeciwko miastu.
Na południe od reduty Jacobiego zbudowana została druga reduta, gdzie dowodził pułkownik Damm. Reduta ta znajdowała się naprzeciw południowo-wschodniej części murów Smoleńska. Na odcinku od bramy Abramowskiej do Małachowskiej stanęły pułki Hansa Fuksa, Wilhelma Rozworna, Aleksandra Lesleya, Tobiasza Unzena i Tomasza Sandersona. Lesley, który miał pod sobą dwa pułki (jeden sołdatski i jeden cudzoziemski) oraz dowodził całością tej grupy, która miała działać naprzeciw najsłabszego fragmentu twierdzy. To sugerowało miejsce, gdzie Szein zamierzał przeprowadzić pierwszy szturm. W odległości 300 metrów od baszt twierdzy Szein nakazał budowę osłony złożonej z wielkich koszy wypełnionych śniegiem. Po zalaniu wodą i zamarznięciu była to bardzo dobra osłona przed kulami w okresie zimowym.
Dalej od murów stanęła piechota zaciężna Jakuba Charleya, która miała prowadzić działania blokujące – w tym celu około 900 żołnierzy rozmieszczono w czterech redutach utworzonych na obszarze od bramy Małachowskiej do Fortalicji Zygmuntowskiej. Między redutami ustawiono kobyliny, czyli zasieki z powalonych drzew, których obcięte konary zostały zaostrzone.
Zastosowany przez Rosjan system połączonych mostami obozów warownych, który blokował także drogę wodną do twierdzy, był wzorowany na metodzie zastosowanej przez wojska hiszpańskie podczas oblężenia Bredy, które miało miejsce w latach 1624–1625. Najsłabszym punktem oblężniczego pierścienia był północny brzeg Dniepru, gdzie na leżącej naprzeciw mostu smoleńskiego (chronionego redutą) Górze Pokrowskiej umieszczony był tylko niewielki oddział obserwacyjny.

## Główne oblężenie
W okresie zimowym oblężnicza armia moskiewska straciła kontakt z zapleczem. Obozujący w polu Rosjanie cierpieli zimno, głód i choroby, toteż morale armii Szeina znacznie osłabło. W końcu stycznia przybyły posiłki pod wodzą księcia Szymona Prozorowskiego, który założył obóz około 5 kilometrów na zachód od Smoleńska, gdzie miał osłaniać siły oblężnicze przed polską odsieczą. Obok Prozorowskiego przybyły także oddziały pod wodzą Nagoja. Ponieważ u Nagoja, tak jak u Prozorowskiego, była głównie jazda i Kozacy, uznano, że ci też nie wezmą bezpośredniego udziału w oblężeniu.
Obóz Prozorowskiego zbudowano tak, by mieć pod kontrolą drogi do Orszy i Krasnego. Miejsce, gdzie zbudowano szańce, i bez tego miało charakter obronny – od północy obóz osłaniał Dniepr, a z pozostałych stron rzeka Jesienna, która dopływała do Dniepru dwoma bagnistymi korytami o kształcie bliskim literze U. Utworzony przez otaczające wody plac był na tyle obszerny, by pomieścić kilka tysięcy żołnierzy. By obozująca tu jazda mogła prowadzić działania ofensywne, zbudowano po dwa mosty przez Jesienną i przez Dniepr.
Na początku 1633 roku Szein nakazał ostrzał najsłabszej części murów twierdzy. Ponieważ ciężka artyleria oblężnicza jeszcze nie przybyła, ogień prowadziły niewielkie sześciofuntowe działa, które jednak nie poczyniły wielkich szkód.
28 lutego 1633 roku stojący pod Krasnem hetman Krzysztof Radziwiłł utworzył oddział liczący 750 żołnierzy, złożony z petyhorców, husarii i 200 dragonów dowodzony przez Jerzego Jurzyca. Gdy hetman przeprowadził pozorowany atak na obóz Prozorowskiego, oddział Jurzyca bez przeszkód dostał się 3 marca w okolice twierdzy smoleńskiej. Ponieważ w nocy siły Jurzyca straciły ze sobą kontakt, do twierdzy dostało się jedynie 294 żołnierzy (53 husarzy, 141 petyhorców i 100 dragonów), wzmacniając załogę liczebnie i dostarczając amunicję oraz 10 000 złotych na żołd dla załogi.
Dopiero w pierwszej połowie marca do obozu Szeina przybyły pierwsze ciężkie działa, które z wielkim trudem przyciągnięto z Moskwy – niektóre z nich wymagały aż kilkudziesięciu koni.
Przebywający w Krasnem hetman Radziwiłł otrzymał 20 marca list od dowodzącego obroną twierdzy podwojewodziego smoleńskiego Samuela Druckiego-Sokolińskiego, z którego dowiedział się, że Rosjanie jeszcze nie rozpoczęli podkopów, a mury twierdzy, mimo ciągłego ostrzału artyleryjskiego, trzymają się dobrze. Niepokojąca była za to wieść o bardzo małych zapasach żywności i amunicji. To skłoniło hetmana, by posłać do twierdzy jeszcze jeden oddział wraz z kulami i prochem. Ponieważ jazda była potrzebna do działań dywersyjnych, hetman postanowił posłać tym razem piechotę.
W Wielką Sobotę 26 marca z obozu pod Krasnem ruszyła druga wyprawa mająca na celu wzmocnienie obrony twierdzy smoleńskiej. Twierdzę zasilić miały 4 roty piechoty (Dyniego, Wołkanowskiego, Zakrzewskiego i Rudzkiego) liczące łącznie 600 żołnierzy. Dla ochrony piechocie dodano kilka chorągwi kozackich dowodzonych przez wojskiego mścisławskiego Jakuba Madalińskiego. Razem z piechotą ruszyło 16 koni niosących worki z prochem oraz 2 konie z knotami. Piechurzy nieśli kule i ładunki do broni palnej. Podążano tą samą trasą co Jurzyc, a po dotarciu do Żarnówki skierowano się na Dniepr i po przeprawieniu się na północny brzeg rzeki ruszono na Smoleńsk. Ze względu na katolickie święta oraz wywołane deszczem i odwilżą roztopy Prozorowski nie spodziewał się takiej akcji. Dzięki temu nikt nie przeszkodził wyprawie i jedynie przypadkowo trafiono na rosyjski pułk jazdy Lapunowa, który po krótkiej walce rozbito, biorąc do niewoli Lapunowa i kilku bojarów. Wkrótce za dnia, na oczach całej armii rosyjskiej, z rozwiniętymi chorągwiami litewska piechota przeszła przez most na Dnieprze i wkroczyła za mury Smoleńska wraz z całym transportem amunicji. Chorągwie kozackie, nie niepokojone, wróciły tą samą trasą przyprowadzając do obozu rosyjskich jeńców.
Posiłki bardzo się załodze twierdzy przydały, bo właśnie w drugiej połowie marca Rosjanie zintensyfikowali swoje działania oblężnicze. Osłaniające działa kosze szańcowe, dotąd wypełnione lodem, zostały zapełnione ziemią uzyskaną z kopanych przez Rosjan aproszy, które w postaci zygzaków zbliżały się do murów twierdzy, pozwalając wojskom rosyjskim pod ich osłoną podejść bliżej Smoleńska. W oczekiwaniu na ciężką artylerię armia rosyjska przystąpiła także do prac minerskich. Prace te były szczególnie intensywnie prowadzone naprzeciw południowo-wschodniej części twierdzy, od bramy Abramowskiej po Małachowską. Od tej strony przybliżono do murów Smoleńska linię szańców i przykopów.
W odległości kilkudziesięciu kroków od murów twierdzy zajął ufortyfikowaną pozycję pułk Fuksa, który ostrzeliwał z dział bramę Abramowską oraz prowadził podkopy w kierunku stojącej obok baszty w celu założenia miny. Choć w ciągu kilku tygodni udało się Rosjanom dotrzeć aż pod fundamenty, mina nie została założona. Przeszkodziły temu wody podskórne, które były tak obfite, że nie udało się ich zatamować. W tych warunkach detonacja ładunku prochowego była niemożliwa.
Na północ od pozycji Fuksa, nad Dnieprem, znajdował się oddział Jacobiego. Prowadził on przykopy między trzecią a czwartą basztą licząc od rzeki. Jacobi miał ustawione działa naprzeciw Starej Cerkwi, skąd ostrzeliwał mury oraz miejski most.
Najsłabszy odcinek murów Smoleńska znajdował się między bramami Jeleńską i Małachowską - na tym odcinku były cztery baszty. Tu właśnie Rosjanie skoncentrowali swój największy wysiłek i z tego powodu Lesley zbudował w tym rejonie linię szańców w odległości 300 metrów od murów twierdzy. Dla umieszczenia najcięższej artylerii podwyższano tutaj nasyp aż do chwili, gdy jego wysokość zrównała się z wysokością murów twierdzy. Nasyp ten był jednocześnie osłoną dla prac minerskich, którymi kierowali cudzoziemscy inżynierowie. Chodnik minerski skierowano na drugą basztę z kolei, licząc od bramy Małachowskiej. Szańce Lesleya zostały połączone z pozycjami Fuksa biegnącymi równolegle do murów twierdzy długimi przykopami.
Największe działa umieszczono na wysokich szańcach Lesleya, naprzeciw tej części murów Smoleńska, które jeszcze nie były dostatecznie naprawione po ostatniej wojnie. Łącznie zebrano tu 36 dział i moździerzy – większość strzelała pociskami 24 i 30 funtowymi. Najcięższa bateria zwana była „Kotem” – liczyła ona 4 działa strzelające pociskami 48 i 55 funtowymi. Umieszczono tutaj także największe działo w armii Szeina, zwane „Jednorogiem”, które strzelało pociskami o wadze 70 funtów.
Pułk Damma, który pierwotnie stacjonował między siłami Jacobiego i Fuksa, dowództwo rosyjskie przeniosło wiosną na drugą stronę Smoleńska, gdzie zajął pozycje w nowej reducie między cerkwią Świętego Michała a biegnącym przed murami miejskimi wąwozem, którym płynęła niewielka rzeczka o nazwie Czuryłowka. Linia szańców usypana przez żołnierzy Damma sięgnęła aż brzegów Dniepru. Damm posiadał tylko 3 działa, które umieszczono tuż nad wąwozem - ich ogień skierowano na jedną z baszt. Oczywiście nie było szans, by utworzyć tu wyłom w murach, bo taki wyłom w tym miejscu nie miałby sensu z powodu Fortalicji Zygmuntowskiej skutecznie uniemożliwiającej przeprowadzenie szturmu. Pułk Damma miał jedynie absorbować w tym miejscu siły obrońców, by nie mogli przyjść z pomocą bardziej zagrożonym odcinkom. Obok tego w zasięgu dział Damma znalazł się most miejski, co miało uniemożliwić Radziwiłłowi dostarczenie twierdzy kolejnych posiłków.
Do wiosny armia rosyjska pod Smoleńskiem uległa wzmocnieniu, osiągając stan 30 000 żołnierzy i 158 dział. Wiosną pod Smoleńsk przybyli Tatarzy kazańscy i astrachańscy w sile kilku tysięcy, budując nad Dnieprem lekkie szałasy, ale bez wałów ochronnych.
Na północy, za Dnieprem, zbudowany został na wzgórzu noszącym nazwę Pokrowska Góra wielki fort, którego garnizon stanowił pułk Jerzego Matissona. Między obozem księcia Prozorowskiego a Smoleńskiem stanowiska zajął pułk cudzoziemskiej rajtarii dowodzony przez Charles’a d’Eberta oraz pułk rosyjskiej piechoty. Główne siły Szeina stały na południowy wschód od obleganej twierdzy, a łączność między Prozorowskim a Szeinem zapewniał łańcuch 4 redut połączonych kobylinami (drewniane zasieki), obsadzonych przez pułk cudzoziemskiej piechoty dowodzony przez Jakuba Charleya. Od wschodu między Smoleńskiem a głównym obozem pozycje zajął pułk piechoty rosyjskiej. Tak więc Smoleńsk otoczony został ze wszystkich stron.
Gdy wiosną stopiły się śniegi, do energicznych działań przystąpił hetman Krzysztof Radziwiłł, który nękał armię oblężniczą na jej tyłach, kilkakrotnie gromiąc transporty i podjazdy rosyjskie. Szein doszedł do wniosku, że ma przeciwko sobie duże siły i z tego powodu zamknął swe oddziały w obozach. Dzięki temu właśnie Radziwiłł dwukrotnie przedarł się w marcu z posiłkami przez oblężniczy pierścień do cierpiącego głód Smoleńska. Wspierana przez Radziwiłła załoga twierdzy broniła się dzielnie.
Wraz z nadejściem ciężkich dział armia Szeina przystąpiła do bardziej aktywnych działań. W czerwcu przybyły dwa pułki piechoty sołdatskiej dowodzone przez Jerzego Matissona i Wilhelma Kitta. Matisson zajął pozycję na Górze Pokrowskiej, niemal naprzeciw bramy Dnieprowskiej i wychodzącego z niej mostu, stanowiąc główny trzon sił blokujących Smoleńsk. U stóp wzgórza zbudowano linię szańców z trzema redutami. W środkowej reducie umieszczono działa, które kontrolowały most wraz z całym przedmościem. Nad brzegiem Dniepru stała murowana cerkiew Świętych Piotra i Pawła, leżąca przy drodze idącej do Kuzina. Ze względu na osłaniający ją strumień miała świetne walory obronne, co wykorzystali Rosjanie, budując tam redutę z działami. Reduta ta, zbudowana na wiosnę, nie mogła być wielka i nie mieściła wielu żołnierzy. Dopiero po przybyciu Matissona połączono ją linią zasieków z redutami zbudowanymi przez przybyły w czerwcu pułk. I wtedy dopiero, czyli w czerwcu 1633 roku, Smoleńsk został całkowicie odcięty od świata zewnętrznego, a przede wszystkim od kontaktów z siłami hetmana polnego Krzysztofa Radziwiłła.
Spodziewający się odsieczy Rosjanie pułk Wilhelma Kitta umieścili blisko obozu Prozorowskiego i Nagoja. Żołnierze Kitta usypali linię szańców na wzgórzu na lewym brzegu rzeki Jesiennej, zajmując pozycje na przedpolu rosyjskiej jazdy. Ponieważ jazda Prozorowskiego była nieprzerwanie nękana przez Radziwiłła, jej wódz postanowił otoczyć swój obóz silnymi umocnieniami drewniano-ziemnymi wraz z zasiekami. Kazał też usypać tamy przy ujściu obu odnóg Jesiennej do Dniepru, dzięki którym przed drewniano-ziemną twierdzą jako dodatkowa ochrona powstały szerokie rozlewiska.
Gdy z końcem marca Rosjanie przystąpili do intensywnego ostrzału południowo-wschodniego odcinka Smoleńska, oddawali dziennie 400–600 strzałów. Największe szkody wywoływał ostrzał ze strony baterii „Kot”. Kule działowe wpadały niekiedy nawet do domów mieszczan. Na początku kwietnia zawaliły się górne części baszt między bramą Małachowską a Jeleńską. Dwie z tych baszt, mająca kwadratowy kształt Antyfonowska i okrągła baszta Jewstafiewska, zrównały się z murem. Niektóre fragmenty muru zniszczono do tego stopnia, że można było wtargnąć do twierdzy bez konieczności użycia drabin.
Gdy do Krasnego doszła wieść o tym, że wojska Szeina przeprowadziły podkopy sięgające już pod mury Smoleńska i planują szturm na 29 kwietnia, znajdujący się w obozie pod Krasnem hetman polny litewski Krzysztof Radziwiłł postanowił dokonać dywersji. Zostawił więc w obozie część piechoty i ruszył na obóz Prozorowskiego. Rosjanie postanowili wykorzystać to i zaatakować Krasne, co zmusiło Radziwiłła do zaprzestania ataku na Prozorowskiego. Powrót Radziwiłła zmusił Rosjan do rezygnacji z ataku na Krasne. Kilka dni później hetman litewski wyprawił z Krasnego 2000 żołnierzy z amunicją oraz 40 beczkami prochu dla twierdzy, jednak bez powodzenia, gdyż rosyjska blokada Smoleńska okazała się bardzo szczelna.
Już na początku kwietnia było pewne, że wobec zniszczenia miejskich murów między bramami Jeleńską i Małachowską głównym punktem oporu będzie wał ziemny znajdujący się kilkanaście metrów za murami, który powstał podczas poprzedniego oblężenia Smoleńska. Ponieważ wał ten z powodu roztopów zaczął się obsuwać dowodzący obroną Drucki-Sokoliński skierował do prac 300 ludzi, którzy wykorzystując kamienie i cegły z walącego się muru wzmocnili wał, wznosząc go przy tym na wysokość 20 stóp. Przed wałem powstał głęboki, suchy rów, a sam wał dodatkowo zwieńczono palisadą.
Najbardziej newralgicznym odcinkiem był fragment murów ostrzeliwany przez rosyjską baterię „Kot”. Ponieważ baszty, mimo zawalenia się górnych części, lepiej wytrzymywały ostrzał niż mury, zostały dodatkowo wzmocnione przez obrońców. Między basztami a wałem zbudowano drewniano-ziemne fortyfikacje, tworzące kilka zamkniętych obwodów, dzięki czemu nawet po zawaleniu murów Rosjanie nie mieli wolnego wstępu do wnętrza twierdzy. Z obu boków tych umocnień zbudowano czworokątne blokhauzy z potężnych bali jodłowych wypełnionych ziemią. Z tego powodu szturmujący Smoleńsk Rosjanie musieli dostać się nie tylko pod czołowy ogień prowadzony z wału, ale także pod ogień boczny. Ustawione na wałach działa kontrolowały zagrożony odcinek Smoleńska.
Próbowano przeszkadzać rosyjskim pracom minerskim. W tym celu ostrzeliwano podkopy pociskami zapalającymi, urządzano wycieczki, albo kopano kontrminy. Nie udało się jednak powstrzymać Rosjan, a jedynie opóźnić. Szturm był więc nieunikniony, jednak dzięki wcześniejszym posiłkom uzyskanym od hetmana Radziwiłła załoga smoleńskiej twierdzy wzrosła do około 3000 żołnierzy.
Gdy w końcu maja hetman polny Krzysztof Radziwiłł ciężko zachorował i musiał opuścić Krasne, regimentarzem mianowany został wojski mścisławski Jakub Madaliński i  on kierował w czerwcu działaniami dywersyjnymi przeciwko armii Szeina. Wszystkie wysyłane pod Smoleńsk w celach dywersyjnych oddziały wracały do Krasnego z wieściami o rosyjskich przygotowaniach do szturmu.
Około południa 20 czerwca 1633 roku mina prochowa zawierająca 24 beczki prochu wysadziła w powietrze okrągłą basztę przy bramie Małachowskiej. Przygotowane wcześniej do szturmu oddziały rosyjskie ustawiono zbyt blisko twierdzy, toteż na skutek eksplozji poniosły one znaczne straty. Zginął także konstruktor miny. Gdy dowódcy rosyjscy doprowadzili zmieszane szyki do porządku rozpoczął się szturm, którego naczelnym wodzem był pułkownik Aleksander Lesley. Kierowana przez cudzoziemskich oficerów piechota rosyjska wdarła się na mury, gdzie obrońcy przywitali Rosjan rzęsistym ogniem dział i muszkietów. Mimo ogromnych strat pierwszej fali rosyjscy dowódcy nie rezygnowali i ponawiali ataki które trwały aż do godziny 16. Wtedy dopiero Rosjanie zrozumieli, że nie uda im się wyprzeć obrońców Smoleńska z usypanego przez nich ziemnego wału.
Dwie wycieczki przeprowadzone przez obrońców 28 i 29 czerwca pokazały oblegającym Smoleńsk Rosjanom, że wysadzenie baszty i szturm nie zrobił na załodze Smoleńska wielkiego wrażenia.
Inżynierowie rosyjscy w lipcu przystąpili do prac minerskich obróconych przeciwko kolejnej baszcie, a artyleria dalej intensywnie ostrzeliwała mury. Napływające wieści o zbliżającej się odsieczy królewskiej budziły wśród Rosjan coraz większy niepokój. Coraz częściej w armii Szeina zaczęły przytrafiać się wypadki dezercji.
Ciągły ostrzał artyleryjski sprawił, że Rosjanie 16 lipca 1633 roku doprowadzili do zawalenia się od strony południowej murów znacznej części twierdzy. Obrońcy usypali za wyłomem wał ziemny i 17 lipca odparli szturm.
Do ostatniego większego zasilenia wojsk rosyjskich oblegających Smoleńsk doszło w sierpniu 1633 roku, kiedy to przybyło 2400 żołnierzy - pułk rajtarów Charlesa d'Eberta wzmocniony dragonami. Siły te umieszczono na niewielkim wzgórzu między umocnionym obozem Prozorowskiego a redutami Damma, dokąd nie sięgały działa obleganej twierdzy. Cała więc jazda rosyjska skupiona została na zachód od Smoleńska, skąd wciąż groziły działania dywersyjne prowadzone przez siły hetmana polnego Radziwiłła oraz skąd spodziewano się przybycia odsieczy króla Władysława IV. Jednocześnie artyleria rosyjska nasiliła ostrzał Smoleńska.
W trakcie całego oblężenia zanotowano tylko jeden przypadek zdrady - w styczniu 1633 roku stracony został z tego powodu niejaki Jefimiew.

## Odsiecz
Zaraz po elekcji nowy król Władysław IV Waza zebrał znaczną armię i wyruszył na jej czele pod Smoleńsk. Zanim Szein zdołał przygotować drugi szturm, król Polski 30 sierpnia połączył się pod Hłuszycą z siłami Radziwiłła. W tym momencie armia polsko-litewska osiągnęła stan około 25 tys. żołnierzy i kilkunastu dział. Po przerzuceniu mostów przez Dniepr armia królewska nawiązała łączność z oblężoną załogą.
Pod Smoleńsk Władysław IV dotarł na początku września 1633 roku, po czym wspólnym wysiłkiem Polaków i Litwinów udało się najpierw przerwać pierścień oblężenia, a gdy 17 września przybyło z pomocą 12 000 Kozaków zaporoskich, dwa dni później przystąpiono do działań ofensywnych, które zmusiły Szeina do zwinięcia oblężenia w dniu 3 października 1633 roku.
W dniu 4 października 1633 roku Smoleńsk był już całkowicie wolny od oblężenia i miasto mogło po raz pierwszy otworzyć wszystkie swoje bramy. Król Władysław IV z senatorami oglądali tego dnia wielkie szańce rosyjskie, gdzie drewniano-ziemne reduty były porównywalne wysokością z murami twierdzy. Następnego dnia, 5 października, odprawiono dziękczynne nabożeństwa w obozie wojsk królewskich i we wszystkich świątyniach Smoleńska.
Dalsze działania armii Władysława IV doprowadziły do okrążenia Rosjan. Po zdobyciu przez wojska polskie wzniesień otaczających obóz rosyjski, rozpoczął się długotrwały ostrzał artyleryjski kwater i magazynów armii rosyjskiej, powodujący liczne straty w ludziach i pożary.
26 lutego 1634 roku, wobec braku spodziewanej odsieczy ze strony Moskwy, oraz niepokojących ruchów armii tureckiej na Podolu, strony rozpoczęły negocjacje, w wyniku których armia Szeina skapitulowała.
Wkrótce potem podpisano pokój wieczysty w Polanowie. Na jego mocy Władysław IV Waza zrzekł się roszczeń do tytułu cara, ale Rzeczpospolita utrzymała zdobycze terytorialne w postaci ziemi smoleńskiej, czernihowskiej i siewierskiej, oddając jednocześnie Moskwie znajdujący się wtedy pod kontrolą Polaków Sierpiejsk.
Dowodzący armią rosyjską Michaił Szein został po bitwie oskarżony o zdradę i stracony w Moskwie.

## Załoga Smoleńska
- Lista chorągwi (autorament narodowy) i rot (autorament cudzoziemski)
- Źródło: Dariusz Kupisz, Smoleńsk 1632–1634, s. 90-92

| Dowódca                  | Stan liczebny  |
| ------------------------ | -------------- |
| Piechota polska          |                |
| Aleksander Gosiewski     | 200 żołnierzy  |
| Marcin Karliński         | 120 żołnierzy  |
| Henryk Ram               | 100 żołnierzy  |
| Jakub Heykin             | 100 żołnierzy  |
| Samuel Drucki-Sokoliński | 60 żołnierzy   |
| Piotr Porecki            | 60 żołnierzy   |
| Maks Nold                | 60 żołnierzy   |
| Piechota polska          | 700 żołnierzy  |
| Piechota niemiecka       |                |
| Abraham Falk             | 100 żołnierzy  |
| Jakub Grot               | 84 żołnierzy   |
| Piechota niemiecka       | 184 żołnierzy  |
| Husaria                  |                |
| Aleksander Gosiewski     | 150 koni       |
| Samuel Drucki-Sokoliński | 100 koni       |
| Husaria                  | 250 koni       |
| Kozacy                   |                |
| Daniel Madaliński        | 80 koni        |
| Zachariasz Zarucki       | 73 konie       |
| Krzysztof Boniecki       | 70 koni        |
| Aleksander Adamowicz     | 58 koni        |
| Kozacy                   | 281 koni       |
| Pozostali                |                |
| Kozacy służebni          | 279 żołnierzy  |
| Puszkarze                | 32 żołnierzy   |
| Strażnicy murów          | 3 żołnierzy    |
| Pozostali                | 314 żołnierzy  |
| Pospolite ruszenie       | 483 żołnierzy  |
| RAZEM                    | 2212 żołnierzy |

## Upamiętnienie
Obraz Juliusza Kossaka Odsiecz smoleńska z 1882 r.
Walki rycerzy polskich  pod Smoleńskiem  zostały, po 1990 r., upamiętnione  na  Grobie Nieznanego Żołnierza w Warszawie napisem na jednej z tablic, „SMOLEŃSK 18 X 1632 – 25 II 1634”.